# Açude Cedro
O Açude Cedro é um reservatório localizado no município de Quixadá, no estado do Ceará. Considerado o primeiro grande açude do Brasil, foi um marco histórico na luta contra as secas no semiárido nordestino, tendo sido uma das primeiras grandes obras hidráulicas de seu tipo na América do Sul. Sua construção iniciou-se no século XIX e foi concluída em 1906, sendo um dos principais marcos da engenharia hidráulica no Brasil.

## Histórico
A ideia de construir o Açude Cedro surgiu em um contexto de severas estiagens que assolaram o Nordeste do Brasil entre os anos de 1877 e 1879. O Governo Imperial, sob o comando de Dom Pedro II, reconheceu a urgência da necessidade de medidas para mitigar os efeitos da seca. A comissão responsável pelo projeto de enfrentamento das secas foi criada pelo imperador, que foi um grande apoiador do projeto. A proposta inicial era construir uma barragem no curso do rio Sitiá, no sertão central cearense, para acumular água e aliviar as dificuldades da população e dos animais da região.
Em 1882, o engenheiro britânico Jules Jean Revy foi contratado para coordenar as obras preliminares, incluindo a construção de uma estrada de acesso e a instalação das primeiras máquinas. Contudo, com a Proclamação da República em 1889, Revy foi afastado, e o projeto foi retomado apenas em 1890, sob a direção do engenheiro Ulrico Mursa. Após algumas modificações no projeto original, a construção foi iniciada oficialmente em 15 de novembro de 1890.
A obra foi concluída em 1906, depois de várias interrupções, com a supervisão do engenheiro Bernardo Piquet Carneiro, que assumiu a direção em 1900.
Ao comparar a região Nordeste e a Tunísia, Euclides da Cunha classifica o reservatório como "monumental e inútil", dizendo que a seca poderia abrandada através de diversas superfícies líquidas esparsas em grande número, o que tornou a Tunísia, na idade antiga, o celeiro da Itália.

## Características
O Açude Cedro tem capacidade para acumular até 125 milhões de metros cúbicos de água, o que equivale a aproximadamente 50 mil piscinas olímpicas. Sua barragem possui uma parede em arco de alvenaria de pedra e o guarda-corpo do coroamento da barragem foi produzido por uma empresa escocesa, a Walter Macfarlane & Co., em 1906, e é feito de ferro, com pilares em cantaria.

## Patrimônio
O Açude do Cedro não é apenas uma obra de engenharia; ele também representa um marco importante na história da convivência do homem com as secas no semiárido brasileiro. Sua construção iniciou um novo ciclo de planejamento e construção de açudes e barragens no Nordeste, e a partir de sua realização, o Governo Imperial passou a projetar outras barragens para enfrentar as secas na região.
Localizado na região dos monólitos, o Açude do Cedro também é um importante ponto turístico, atraindo visitantes pela sua paisagem deslumbrante e pela proximidade com a formação rochosa da Galinha Choca, um dos destaques naturais de Quixadá. O reservatório, além de sua função prática de represar água, passou a ser um símbolo de resistência e resiliência da população nordestina.
Em reconhecimento à sua importância histórica, cultural e arquitetônica, o Açude Cedro foi indicado pelo Instituto do Patrimônio Histórico e Artístico Nacional (IPHAN) como candidato a receber o título de Patrimônio Mundial pela Organização das Nações Unidas para a Educação, a Ciência e a Cultura (UNESCO). A solicitação para esse reconhecimento foi feita pelo governo brasileiro.